# Васильев, Михаил Григорьевич
Михаил Григорьевич Васильев — российский учёный в области создания приборов квантовой электроники, доктор химических наук, профессор, лауреат Государственной премии СССР (1984).
Родился 22 апреля 1946 г.
Окончил Московский институт стали и сплавов (1969) и его аспирантуру (1975, с присуждением учёной степени кандидата технических наук, диссертация «Физико-химические исследования и получение гетеропереходов ZnSe-CaAs и твердых растворов на их основе методом жидкостной эпитаксии»).
С 1976 по 1991 год работал начальником лаборатории в НИИ «Полюс». Был главным конструктором и заместителем главного конструктора ряда работ по созданию полупроводниковых лазеров и фотодиодов.
В 1984 году в составе авторского коллектива, возглавляемого Ж. И. Алфёровым, стал лауреатом Государственной премии СССР за цикл работ, посвященных фундаментальным исследованиям многокомпонентных твердых растворов на основе полупроводниковых соединений А3В5.
С 1991 года работал в ИОНХ им. Н. С. Курнакова РАН заведующим сектором субмикронных структур и оптоэлектронных сенсоров. C 2015 года — заведующий лабораторией полупроводниковых и диэлектрических материалов ИОНХ РАН.
По совместительству — профессор РУДН.
Научные интересы — создание новых материалов на основе наногетероструктур, квантовых ям и квантовых точек.
Доктор химических наук (1988), профессор (1993). Награждён тремя медалями.